# 价值中立
价值中立（德語：Wertfreiheit）是一种关于科学研究的方法论立场，认为科学命题或陈述应该独立于规范性内容。研究者在科学研究过程中应当意识到自身的价值观，并尽可能减少因主观价值判断所带来的偏见。该术语源自德语「werturteilsfreie Wissenschaft」，意为「无价值判断的科学」，由社会学家马克斯·韦伯首次提出。
韦伯这一要求是科学中立性标准的一部分。在社会科学研究中，研究者的对象是受价值观塑造的主体，而研究者的分析本身不应基于价值判断。研究者应当将这些价值观作为对象加以研究，而非对其做出规范性判断。有鉴于此，韦伯区分了「价值判断」与「价值关联」两个概念。「价值关联」是指研究者在遵守价值中立原则的前提下，对文化价值中的既定事实进行分析的行为，而非对其施加规范性判断。

## 相关论著
- 马克斯·韦伯，《社会科学方法论文集》，1949